# Prémios CDP
Os Prémios CDP são prémios anuais de desporto atribuídos pela Confederação do Desporto de Portugal.

## Prémio Desportista do Ano
| Ano  | Desportista Masculino do Ano | Desportista Masculino do Ano | Desportista Feminina do Ano | Desportista Feminina do Ano |
| Ano  | Vencedor                     | Desporto                     | Vencedora                   | Desporto                    |
| ---- | ---------------------------- | ---------------------------- | --------------------------- | --------------------------- |
| 2005 | José Veras                   | Paraquedismo                 | Diana Gomes                 | Natação                     |
| 2006 | Francis Obikwelu             | Atletismo                    | Vanessa Fernandes           | Triatlo                     |
| 2007 | Nelson Évora                 | Atletismo                    | Vanessa Fernandes           | Triatlo                     |
| 2008 | Nelson Évora                 | Atletismo                    | Vanessa Fernandes           | Triatlo                     |
| 2009 | Nelson Évora                 | Atletismo                    | Michelle Larcher de Brito   | Ténis                       |
| 2010 | João Pedro Silva             | Triatlo                      | Telma Monteiro              | Judo                        |
| 2011 | Hélder Rodrigues             | Desporto motorizado          | Telma Monteiro              | Judo                        |
| 2012 | Rui Costa                    | Ciclismo de estrada          | Jéssica Augusto             | Atletismo                   |
| 2013 | Rui Costa                    | Ciclismo de estrada          | Sara Moreira                | Atletismo                   |
| 2014 | Rui Costa                    | Ciclismo de estrada          | Telma Monteiro              | Judo                        |
| 2015 | Miguel Oliveira              | Desporto motorizado          | Ana Filipa Martins          | Ginástica artística         |
| 2016 | Fernando Pimenta             | Canoagem                     | Telma Monteiro              | Judo                        |

## Outras categorias principais
| Ano  | Treinador do Ano       | Treinador do Ano                         | Jovem Promessa    | Jovem Promessa         | Equipa do Ano                                       | Equipa do Ano          |
| Ano  | Vencedor               | Desporto                                 | Vencedor          | Desporto               | Vencedora                                           | Desporto               |
| ---- | ---------------------- | ---------------------------------------- | ----------------- | ---------------------- | --------------------------------------------------- | ---------------------- |
| 2005 | José Peseiro           | Futebol                                  | Não houve entrega | Não houve entrega      | Não houve entrega                                   | Não houve entrega      |
| 2006 | Sérgio Santos          | Triatlo                                  | João Pedro Silva  | Triatlo                | Não houve entrega                                   | Não houve entrega      |
| 2007 | Tomaz Morais           | Râguebi de quinze                        | João Moutinho     | Futebol                | Seleção Portuguesa de Rugby Union                   | Râguebi de quinze      |
| 2008 | João Ganço             | Atletismo                                | Miguel Arraiolos  | Triatlo                | Seleção Portuguesa de Rugby Sevens                  | Râguebi de sete        |
| 2009 | João Ganço             | Atletismo                                | Joana Vasconcelos | Canoagem de velocidade | Seleção Portuguesa de Triatlo Sub-23                | Triatlo                |
| 2010 | Tomaz Morais           | Desporto universitário Râguebi de quinze | Joana Vasconcelos | Canoagem de velocidade | Seleção Portuguesa de Canoagem de Velocidade Sub-23 | Canoagem de velocidade |
| 2011 | Ilídio Vale            | Futebol                                  | Francisca Laia    | Canoagem de velocidade | Seleção Portuguesa de Futebol Sub-20                | Futebol                |
| 2012 | Ryszard Hoppe          | Canoagem de velocidade                   | Emanuel Gonçalves | Desporto paralímpico   | Emanuel Silva e Fernando Pimenta (K2 1000 metros)   | Canoagem de velocidade |
| 2013 | José Poeira            | Ciclismo de estrada                      | Diana Torres      | Desporto paralímpico   | Joana Vasconcelos e Beatriz Gomes (K2 500 metros)   | Canoagem de velocidade |
| 2014 | Pedro Rufino           | Ténis de mesa                            | Ivo Oliveira      | Ciclismo de estrada    | Seleção Portuguesa de Ténis de Mesa                 | Ténis de mesa          |
| 2015 | Hélio Lucas José Sousa | Canoagem de velocidade                   | Rúben Neves       | Futebol                | Seleção Portuguesa de Futebol de Praia              | Futebol de praia       |
| 2016 | Fernando Santos        | Futebol                                  | Renato Sanches    | Futebol                | Seleção Portuguesa de Futebol                       | Futebol                |

## Prémio Alto Prestígio CDP
| Ano  | Vencedor                                                  |
| ---- | --------------------------------------------------------- |
| 2003 | Artur Agostinho                                           |
| 2004 | Carlos Queiroz                                            |
| 2005 | José Mourinho                                             |
| 2006 | Rui Manuel César Costa                                    |
| 2007 | Comité Olímpico de Portugal                               |
| 2008 | Luís Santos                                               |
| 2008 | Vítor Baía                                                |
| 2008 | Seleção Portuguesa de Hóquei em Patins Masculino          |
| 2009 | Mário Moniz Pereira                                       |
| 2009 | Kiyoshi Kobayashi                                         |
| 2009 | Faculdade de Motricidade Humana da Universidade de Lisboa |
| 2010 | Carlos Lopes                                              |
| 2010 | Rosa Mota                                                 |
| 2011 | Sporting Clube de Portugal                                |
| 2011 | Sport Lisboa e Benfica                                    |
| 2012 | Fernando Correia                                          |
| 2012 | Mário Zambujal                                            |
| 2012 | CNID - Associação dos Jornalistas de Desporto             |
| 2012 | Rádio e Televisão de Portugal                             |
| 2013 | Luís Santos (2)                                           |
| 2013 | Jorge Viegas                                              |
| 2013 | Paulo Gama                                                |
| 2014 | Carlos Lopes (2)                                          |
| 2014 | Museu Nacional do Desporto                                |
| 2015 | Jorge Gabriel                                             |
| 2015 | Inês Gonçalves                                            |
| 2016 | Federação Portuguesa de Futebol                           |
| 2016 | Federação Portuguesa de Surf                              |